# メトロ食堂街

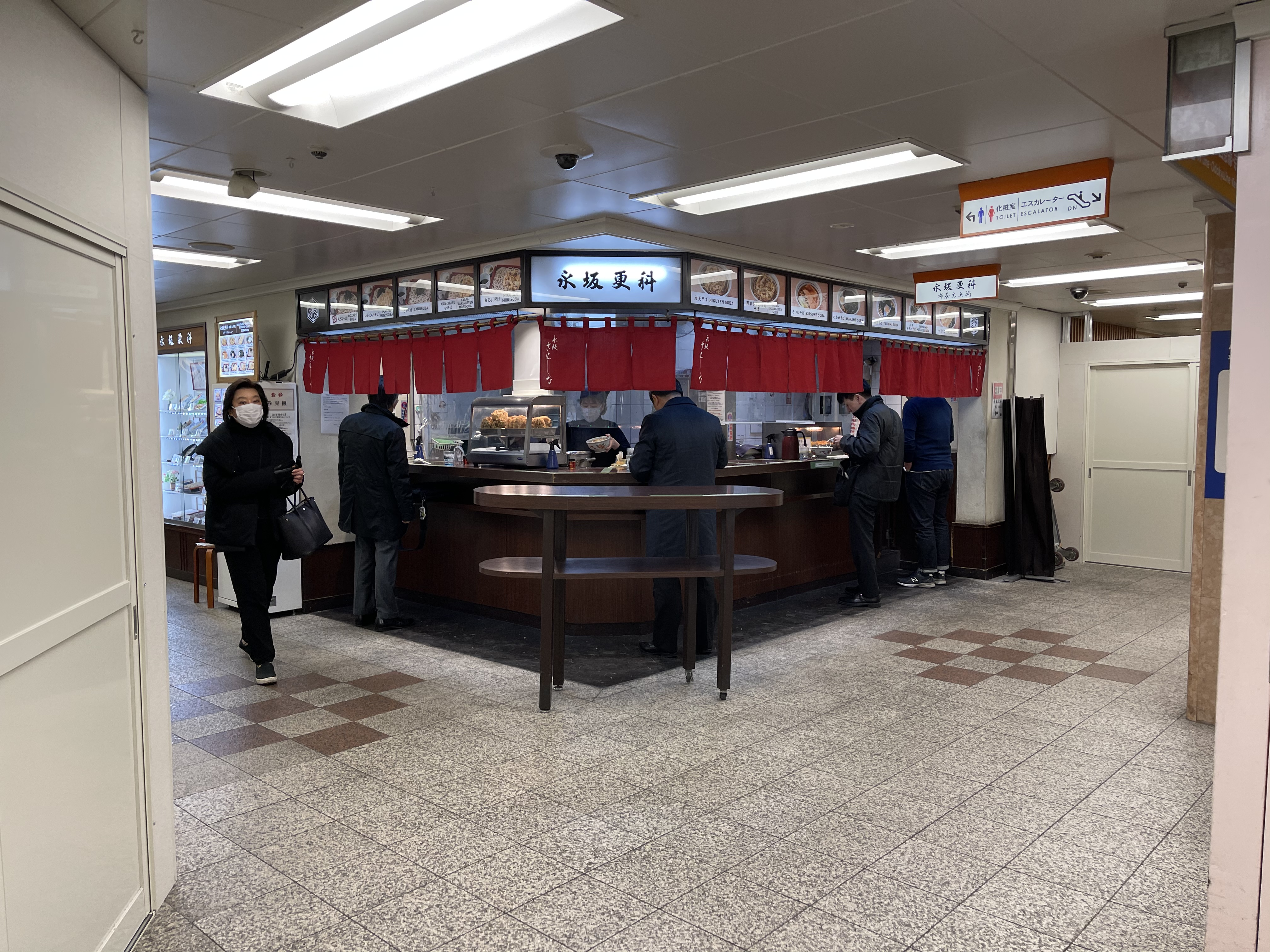
メトロ食堂街閉館後も営業していた店舗
「永坂更科 布屋太兵衛」新宿地下鉄ビル店
（2021年1月撮影、2022年5月10日閉店）

メトロ食堂街（メトロしょくどうがい、Metro Shokudo-Gai）は、東京メトロ丸ノ内線新宿駅西口の新宿地下鉄ビルデイング地下1階・地下2階にかつて存在した地下街。新宿メトロ食堂街とも呼ばれる。1966年（昭和41年）8月25日に完成した新宿地下鉄ビルデイングに、同年9月9日に開業した。
当初は地下1階のレストラン7店舗、地下2階の売店2店舗の9店舗で開業した。その後に拡張され、総床面積は約365坪となった。タカノフルーツパーラー、新宿中村屋、天ぷら専門店「新宿つな八」、追分だんご本舗など、新宿に本店を構える老舗が出店する「リトル新宿」であったが、新宿駅西口再開発計画のため、2020年9月30日をもって閉館。閉館後に残って営業継続していた3店舗も2022年5月中に閉店し、全店舗が閉店した。

## 概要
東京メトロ丸ノ内線新宿駅西口改札と、JR新宿駅西口改札間を結ぶコンコース上に位置し、都営地下鉄大江戸線新宿西口駅、京王線新宿駅、新宿駅西口地下広場、メトロプロムナード、ユニクロ新宿西口店が入居する新宿パレットビル（旧：さくらや新宿西口駅前店）と直結していた。また、メトロ食堂街が入居する新宿地下鉄ビルデイングの上層部は小田急百貨店新宿店本館の一部となっており、下層部は小田急小田原線新宿駅と一体化していた。
改札コンコース上層階の地下1階はレストランフロア「メトロ食堂街」、改札コンコース階の地下2階はショッピングフロア「METRO PLAZA（メトロプラザ）」として展開していたが一体的に運営され、2フロアをまとめて「メトロ食堂街」と称していた。
メトロ食堂街が入居する新宿地下鉄ビルデイングは、東京地下鉄（東京メトロ）の完全子会社である東京メトロ都市開発が所有し、メトロ食堂街の管理運営は同社新宿営業所が行っていた。なお同社の社名は2018年3月31日まで「株式会社地下鉄ビルデイング」で、1966年のビル完成とメトロ食堂街の開業当時は帝都高速度交通営団の関連会社であった。
東京メトロのクレジットカード「Tokyo Metro To Me CARD」ではメトロ食堂街と提携サービスを行っており、店舗利用時にカード提示でドリンクやデザートなどの優待サービスが受けられた。

### キャラクター
公式キャラクターは、2匹の猫「めろろん」「とろろん」。2015年に公募で愛称が決定された。
2016年には開業50周年記念イベントが行われ、5月10日から7月22日まで開催された抽選会では「めろろん・とろろん」グッズも景品として用意された。また、9月1日から9月30日まで開催された「50周年記念スペシャル ありがとうフェア」では、限定メニューとしてスイーツパラダイスで「めろろん・とろろんレアチーズケーキ」、新宿中村屋で「めろろん・とろろん月餅」が発売された。その他、店舗コラボメニューの提供や抽選会が開催された。

## 閉館の経緯
1960年（昭和35年）6月に東京都が新宿副都心計画を発表し、1960年代には淀橋浄水場が廃止され西新宿は著しい発展を遂げた。その当時に駅施設が構築された新宿駅は老朽化が進み、駅の東西が線路で分断され構造も複雑でわかりにくく、駅前にも歩行者のための空間が少ないことが問題となっている。
そのため、2018年3月に東京都と新宿区が新宿駅西口再開発の都市計画「新宿の拠点再整備方針～新宿グランドターミナルの一体的な再編～」を策定し「新宿グランドターミナル」として、鉄道事業者と共に新宿駅と駅前広場、駅ビルなどを一体的に整備する方針を定めた。2040年代の完成を目指し、駅前広場の改修や駅の東西を結ぶデッキを線路上に建設するなどとしている。
この都市計画を受け、東京地下鉄と小田急電鉄の共同事業により、小田急百貨店新宿店本館と小田急新宿駅などを一体的に高さ260m・48階建ての超高層ビルに建て替える計画が進められており、2022年度に着工、2029年度の完成を予定している。それに先行してメトロ食堂街の閉館が決定された。
2020年9月30日をもって閉館することが同年8月26日に公式サイトで発表され、1966年の開業以来、54年の長きにわたり営業してきた歴史に終止符を打つこととなった。
閉館を前に、同年9月1日から9月25日まで「ありがとうフェアFinal 2020」として抽選会が開催され、店舗では限定メニューなどのサービスが行われた。フェア終了後の9月26日から最終日までは、記念品として利用客にオリジナルマスクケースが配布された。
2020年9月30日の閉館後も、「永坂更科 布屋太兵衛」と「肉の万世」および「万世麺店」の3店舗は営業を継続していた。また「墨繪」はレストランが新宿センタービルに移転、パン売店が新宿ミロードモザイク通りに2021年2月19日に開店した。
その後、2022年5月10日をもって「永坂更科 布屋太兵衛」が閉店、同年5月31日をもって「肉の万世」および「万世麺店」が閉店し、メトロ食堂街に入居していた全店舗が閉店した。

## 店舗一覧
2020年9月30日の閉館時点。店舗掲載順と分類は、同日時点の公式サイトの記載に準ずる。

### メトロ食堂街 (地下1階)
改札コンコース上層階。新宿西口地下広場、メトロプロムナードに直結。
営業時間は10:00 - 22:30（店舗により異なる）。

#### レストラン・カフェ
- 万世麺店 新宿西口店：ラーメン・排骨麺
  - メトロ食堂街の閉館後も営業継続していたが、2022年5月31日をもって「肉の万世」とともに閉店[23]。
- 天ぷら新宿つな八 西口店[13]：天ぷら・和食
  - メトロ食堂街開業時から出店[11]。1924年（大正13年）、淀橋町角筈にて創業[12]。本店は新宿3丁目[32]。
- 肉の万世 新宿西口店：ハンバーグ・ステーキ
  - メトロ食堂街の閉館後も営業継続していたが、2022年5月31日をもって「万世麺店」とともに閉店[23]。
- 天ぷら新宿つな八 カジュアル割烹 粋[33]：和食・割烹
- 追分だんご本舗 西口メトロ店[34]：だんご・甘味処
  - 西口メトロ店の閉店により、追分だんご本舗の店舗は新宿3丁目（新宿追分）の本店のみとなった[34]。
- タカノフルーツパーラー 地下鉄ビル店[17][35]
  - メトロ食堂街開業時から出店[17][11]。1885年（明治18年）創業[36]。本社・本店は新宿駅東口[37][38]。
- 墨繪（すみのえ）：カジュアル西洋料理
  - 1983年（昭和58年）より37年間営業[39]。2020年10月22日[40]より新宿センタービルへ移転[15][16][39]。
- 永坂更科 布屋太兵衛 新宿地下鉄ビル店：日本そば・一品料理
  - 1789年（寛政元年）創業。本店は麻布十番[41]。
  - メトロ食堂街の閉館後も営業継続していたが、2022年5月10日をもって閉店[22]。
- 京都嵐山 良彌（よしや）新宿店：京やさいメインの和食
- 丼自慢 笹陣 新宿店：丼ぶり（株式会社クレア）

#### デリ・スイーツ
- Metro’s Sweet Spot：期間限定スイーツショップ
- 京都嵐山 豆とろう 新宿店：ソフトクリーム・京都菓子

#### サービス・カルチャー・その他
- Dr.ストレッチ 新宿メトロ店：ストレッチ専門店
- 占いみほ：占いコーナー

### METRO PLAZA (地下2階)
改札コンコース階。丸ノ内線・JR線新宿駅西口改札、小田急百貨店新宿店地下食品売場に直結。
営業時間は6:30 - 22:30（店舗により異なる）。

#### レストラン・カフェ
- サンマルクカフェ 西新宿メトロ店：ベーカリーカフェ

#### デリ・スイーツ
- 新宿中村屋 メトロプラザ新宿店：和菓子・中華まん
  - メトロ食堂街開業時から出店[11]。地域限定菓子「新宿カリーあられ」「新宿カリー濃えび」[42]を取り扱っていた。
- フレッシュベーカリー神戸屋 メトロ新宿駅店：ベーカリーテイクアウト
- 愛和食品：ジューススタンド、ナッツ・ドライフルーツ
- PABLO：チーズタルト専門店
- スイーツパラダイスケーキショップ 新宿メトロ店[43]：ケーキテイクアウト
  - 旧店名「メイプリーズ」。100円ケーキや、ラーメンなどを模したケーキ「駅前食堂シリーズ」を販売[44][45][46]。
- 洋菓子のヒロタ 新宿西口メトロ店：シュークリーム・洋菓子

#### サービス・カルチャー・その他
- ラフィネ 新宿メトロ店：リラクゼーションスペース
- J・マーケット 東京メトロ新宿駅店：金券ショップ・外貨両替
- コクミンドラッグ 新宿メトロ店：ドラッグストア
- ミスターミニット 新宿メトロ食堂街：合鍵・靴修理
- ユニクロ デジタル情報発信スペース

## アクセス
- 新宿駅（東京メトロ丸ノ内線、JR各線、小田急小田原線、京王線）直結[1]。
- 新宿西口駅（都営地下鉄大江戸線）直結[1]。
- 新宿駅西口地下広場から新宿駅西口バス・タクシー乗り場直結[8]。
- 駐車場は、直結の新宿駅西口駐車場のほか、近隣の駐車場が利用可能[1]。